# خوزنان
خوزنان روستایی از توابع بخش مرکزی شهرستان آبیک در استان قزوین/درگذشته جزء(استان تهران)ایران است.

## جمعیت
این روستا در دهستان خوزنان قرار دارد و براساس سرشماری مرکز آمار ایران درسال۹۵، جمعیت آن ۱۹۹ نفر (۸۱خانوار) بوده‌است. بتازگی و پس از شهر شدن روستای زیاران مرکز دهستان اززیاران به خوزنان تبدیل شده‌است. 

## زبان
مردم این روستا تات هستند و مردم این روستا به زبان تاتی تکلم می‌کنند. گستره زبان تات ازکن و سولقان در تهران - وردیج - سنگان - تا طالقان می‌باشد.